# Snäckbaggar
Snäckbaggar (Drilidae) är en familj i insektsordningen skalbaggar med cirka 80 arter i Europa, Asien och Afrika. De är små till medelstora skalbaggar, storleken varierar beroende på art från 3 upp till 30 millimeter i längd. Larverna, åtminstone hos arter i släktena Drilus och Selasia, är rovlevande och angriper snäckor. Som fullbildade insekter, imago, uppvisar snäckbaggar en mycket utpräglad könsdiformism, hanarna ser ut som normala skalbaggar, de har täckvingar, fasettögon och långa kamformade antenner, men honorna är vinglösa och liknar larver. 
Fullbildade hanar kan ofta hittas på blommande örter eller i annan vegetation. Honorna lever på marken, de kan finnas under stenar eller i tomma snäckskal. Troligen använder de feromoner för att locka till sig de flygande hanarna. De rovlevande larverna angriper snäckor genom att bita dem. Behövs det kan de ta sig genom snäckans skal för att komma åt djuret inuti. Med hjälp av speciella enzymer löser larven delvis upp bytet innan den förtär det.